# 亞歷山德里亞貝 (紐約州)
亞歷山德里亞貝（英語：Alexandria Bay）是位於美國紐約州傑佛遜縣的村。

## 人口
根據2020年美國人口普查的數據，亞歷山德里亞貝的面積為3.90平方千米，當中陸地面積為1.94平方千米，而水域面積為1.96平方千米。當地共有人口924人，而人口密度為每平方千米237人。